# 芝崎厚士
芝崎 厚士（しばさき あつし、1970年 - ）は、日本の国際関係研究者、国際政治学者、駒澤大学グローバル・メディア・スタディーズ学部教授。

## 略歴
1990年東京大学文科I類入学。同教養学部教養学科第三国際関係論分科卒業後、東京大学大学院総合文化研究科国際社会科学専攻に進学し、2007年「日本における近代国際関係認識の原的形成 朝永三十郎と<自我・国家・国際関係>」で学術博士の学位を取得。
東京大学大学院総合文化研究科助手（2001-07年）、駒澤大学専任講師（2007-11年）、同准教授（2011-17年）を経て、現職。青山学院女子短期大学、東京大学、早稲田大学、世田谷市民大学などで非常勤講師を務める。バーゼル大学ヨーロピアン・グローバル・スタディーズ研究所客員教授（2017-18年）、国際日本文化研究センター客員教授（2021-2022年）。
平野健一郎、酒井哲哉に師事し、国際交流、国際文化交流史の研究を出発点に、現在では国際文化論、国際関係思想、グローバル関係研究などに関する研究を発表している。
2009年に「朝永三十郎の国際関係認識」で日本国際政治学会学会奨励賞を受賞。2015年に『国際関係の思想史』で駒澤大学学術文化賞を受賞。
近年ではソフト・パワー論、ケネス・ウォルツ論、＜帝国＞・マルチチュード・コモンウェルス論、箱根会議、「恐怖」の国際関係論、ウェストファリア史観の脱構築、国際関係研究の将来、柳父章論、ボブ・ディラン論、柳澤健、エラスムス像（貨狄様）、児童文学とグローバルな革命論などが主な研究テーマ。
教育活動では「国際関係とメディア」「グローバル交流論」「グローバル市民社会論」などを担当し、「マイケル・ムーア対ソクラテス」「FORTUNE500 vs. 丸山眞男」「エンロンvs内村鑑三」「ショック・ドクトリンvs渡辺一夫」にみられるような、音楽、映像、ニュースなどを組み合わせたインタラクティブな学生参加型の講義を行っている。

## 著作

### 単著
- 『近代日本と国際文化交流　国際文化振興会の創設と展開　1934-45年』（有信堂高文社 1999年）
- 『近代日本の国際関係認識　朝永三十郎と「カントの平和論」』（創文社 2009年）
- 『国際関係の思想史　グローバル関係研究のために』（岩波書店 2015年）
- 『国際文化交流と近現代日本　グローバル文化交流研究のために』（有信堂高文社 2020年）
- 『グローバル関係の思想史　万有連関の世界認識研究へ』（晃洋書房 2024年）

### 共著
- 山下範久、安高啓朗、芝崎厚士編『ウェストファリア史観を脱構築する　歴史記述としての国際関係論』（ナカニシヤ出版、2016年）
- 葛谷彩、芝崎厚士編『「国際政治学」は終わったのか　日本からの応答』（ナカニシヤ出版、2018年）

### 分担執筆
- 平野健一郎編『国際文化交流の政治経済学』（勁草書房、1999年）。
- 山下範久編『帝国論』（講談社選書メチエ351、2006年）。
- 佐藤幸男・前田幸男編『世界政治を思想するI』（国際書院、2009年）。
- 小田川大典・五野井郁夫・高橋良輔編『国際政治哲学』（ナカニシヤ出版、2011年）。
- 土佐弘之編『グローバル政治理論』（人文書院、2011年）。
- 日本カント協会編『日本カント研究13カントと形而上学』（理想社、2012年）。
- 酒井哲哉編『日本の外交第3巻　外交思想』（岩波書店 2013年）。
- 平野健一郎ほか編『国際文化関係史研究』（東京大学出版会 2013年）。
- 苅部直編『日本の思想第6巻　秩序と規範　「国家」のなりたち』（岩波書店 2013年）。
- Herren, Madeleine (Ed.) Networking the International System: Global Histories of International Organizations (Springer, 2014).
- 高橋良輔、山崎望編『時政学への挑戦　政治研究の時間論的転回』（ミネルヴァ書房 2021年）。